# Exeter (Nuevo Hampshire)
Exeter es un pueblo ubicado en el condado de Rockingham en el estado estadounidense de Nuevo Hampshire. En el Censo de 2010 tenía una población de 14.306 habitantes y una densidad poblacional de 277,09 personas por km².

## Geografía
Según la Oficina del Censo de los Estados Unidos, Exeter tiene una superficie total de 51.63 km², de la cual 50.65 km² corresponden a tierra firme y (1.89%) 0.97 km² es agua.

## Demografía
Según el censo de 2010, había 14.306 personas residiendo en Exeter. La densidad de población era de 277,09 hab./km². De los 14.306 habitantes, Exeter estaba compuesto por el 95.48% blancos, el 0.55% eran afroamericanos, el 0.1% eran amerindios, el 2.01% eran asiáticos, el 0.01% eran isleños del Pacífico, el 0.21% eran de otras razas y el 1.64% pertenecían a dos o más razas. Del total de la población el 1.68% eran hispanos o latinos de cualquier raza.